# Xavier Le Pichon
Xavier Le Pichon (Quy Nhơn, Annam, Indochina Francesa (depois Vietname do Sul e agora Vietnã), 18 de junho de 1937 – 22 de março de 2025) foi um geofísico francês. Conhecido por seu modelo de placas tectônicas (1968). 

## Vida
Em 1968, ele combinou as ideias cinemáticas de W. J. Morgan, D. McKenzie e R. L. Parker com os grandes conjuntos de dados coletados por Lamont e, especialmente, com os respectivos perfis magnéticos, mostram que as placas tectônicas poderiam descrever com precisão a evolução das principais bacias oceânicas. Foi professor do Collège de France, titular da Cátedra de Geodinâmica (1986-2008).  Ele foi um católico devoto ao longo da vida e passou a pensar na atenção cuidadosa às fraquezas dos outros como uma qualidade essencial que permitiu que a humanidade evoluísse.  Ele morava com sua esposa e tinha cinco filhos e onze netos. Ele morreu em 22 de março de 2025, aos 87 anos.

## Publicações
- Riffaud, Claude; Le Pichon, Xavier (1976). Expédition 'Famous' à 3000 m sous l'Atlantique. Paris: Albin Michel
- Le Pichon, Xavier (1986). kaiko voyage aux extremites de la mer. Le Seuil: Odile Jacob. ISBN 978-2738113238
- Yijie, Tang; Le Pichon, Xavier (1999). La mort. Paris: Desclée de Brouwer. ISBN 978-2220044026
- Le Pichon, Xavier; Francheteau, Jean; Bonnin, Jean (2013). Plate Tectonics revised ed. [S.l.]: Elsevier. ISBN 9781483257273